# A Lifetime to Repair
"A Lifetime to Repair" é uma canção da cantora australiana Kylie Minogue, contida em seu décimo quarto álbum de estúdio Golden (2018). Foi composta pela própria em conjunto com Sky Adams, Danny Shah e Kiris Houston, sendo produzida por Adams. A faixa foi lançada em 17 de agosto de 2018 através de download digital e streaming pelos selos Darenote e BMG Rights Management, servindo como o quarto single do disco.

## Faixas e formatos
| Download digital e streaming (versão editada) |                               |         |  |
| N.º                                           | Título                        | Duração |  |
| 1.                                            | "A Lifetime to Repair" (Edit) | 3:17    |  |

## Créditos
Todo o processo de elaboração de "A Lifetime to Repair" atribui os seguintes créditos:
Gravação e publicação
- Masterizada nos 360 Mastering (Hastings, Inglaterra)
- Publicada pelas empresas Mushroom Music Publishing, Phrased Differently, Tileyard Music e Copyright Control

Produção
- Kylie Minogue: composição, vocais, vocais de apoio
- Sky Adams: composição, produção, fiddle, vocais de apoio, mixagem
- Kiris Houston: composição, guitarra, banjo e fiddle
- Danny Shah: composição, guitarra, vocais de apoio
- Savvas Iosifids: mixagem
- Dick Beetham: masterização

## Desempenho nas tabelas musicais

### Posições
| Tabela musical (2018)                    | Melhor posição |
| ---------------------------------------- | -------------- |
| Reino Unido (Radiomonitor Airplay Chart) | 21             |

## Histórico de lançamento
| Região      | Data                 | Formato                                      | Gravadora |
| ----------- | -------------------- | -------------------------------------------- | --------- |
| Mundo       | 17 de agosto de 2018 | Download digital, streaming (versão editada) | Darenote  |
| Reino Unido | 25 de agosto de 2018 | Rádios mainstream                            | BMG       |